# Rakowo (Złocieniec)
Rakowo (niem. Friedrichsfelde) – część miasta Złocieniec, dawna wieś, osiedle znajdujące się w południowowschodniej części miasta przy trasie zawieszonej obecnie linii kolejowej Złocieniec-Wierzchowo-Kalisz Pomorski.
W latach 1975–1998 miejscowość administracyjnie należała do województwa koszalińskiego.